# Andrėj Varankoŭ
Andrėj Mikalaevič Varankoŭ (in bielorusso Андрэй Мікалаевіч Варанкоў?; in russo Андрей Николаевич Воронков?, Andrej Mikalaevič Voronkov; Mazyr, 8 febbraio 1989) è un calciatore bielorusso, attaccante del DMedia Minsk.

## Carriera

### Club
Di proprietà della Dinamo Kiev, nel 2010 viene mandato in prestito al Kryvbas Kryvyi Rih, con cui conta 13 presenze e 5 reti.

### Nazionale
Conta varie presenze con la nazionale bielorussa.

## Palmarès

### Club

#### Competizioni nazionali
- Campionato ucraino: 1

Dinamo Kiev: 2006-2007
- Coppa d'Ucraina: 1

Dinamo Kiev: 2006-2007
- Supercoppa d'Ucraina: 2

Dinamo Kiev: 2006, 2007

### Individuale
- Capocannoniere della Singapore Premier League: 1

2019 (21 reti)